# 모노그래프

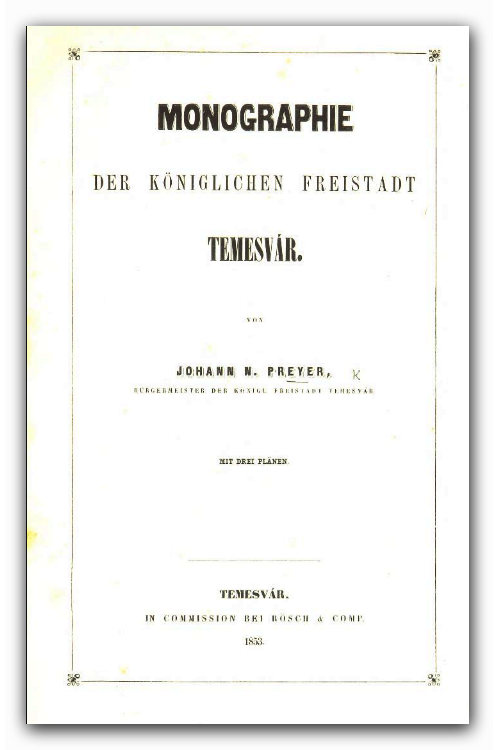

모노그래프(monograph)는 보통 한 명의 저자나 예술가가 학술 주제를 통해 주제의 한 측면을 상세히 기술한 (참고서와 대비되는) 기록이다.
도서관 분류에서 모노그래프는 더 넓은 의미가 있다. (1권의 책으로 되어있거나 수많은 무한한 '권'으로 이루어진, 시리즈가 아닌 출판물) 따라서 잡지, 학술지, 신문과 같은 정기간행물과는 구별한다.

## 학술
영어 용어 "monograph"는 그리스어에 뿌리를 둔 현대 라틴어 "monographia"에서 파생되었다. 영어 단어에서 "mono-"는 "단일"을 의미하고 "-graph"는 "쓴 것"을 의미한다. 특정 분야의 지식 상태를 조사하는 교과서와 달리 단행본의 주요 목적은 1차 연구와 독창적인 학문을 제시하는 것이다. 본 연구는 논문과 단행본을 구분하여 길게 제시되었다. 이러한 이유로 논문의 출판은 일반적으로 많은 학문 분야에서 경력 발전에 필수적인 것으로 간주된다. 다른 연구자를 대상으로 하고 주로 도서관에서 구입하는 단행본은 일반적으로 짧은 인쇄본으로 개별 권으로 출판된다.
영국과 미국에서는 학술 논문과 학술 트레이드 타이틀을 구별하는 것이 출판사에 따라 다르지만 일반적으로 독자층이 전문적이거나 정교한 지식뿐만 아니라 해당 작품의 주제에 대한 전문적인 관심을 가지고 있다고 가정한다.

## 예술
서적 출판사는 예술 주제에 대한 광범위한 조사와는 달리 단일 예술가를 다루는 책을 나타낼 때 "예술가 모노그래프"(artist monograph)라는 용어를 사용한다.

## 같이 보기
- 문서화
- 출판 논문(treatise)
- 참고서(reference work)
- 단행본